# Аристархова, Наталья Александровна
Наталья Аристархова (род. 31 октября 1989 года) — российская легкоатлетка, Мастер спорта России международного класса.

## Биография
Родилась на Украине, в 2000 году переехала с семьёй в Россию. Занимается лёгкой атлетикой с 13 лет. В 2013 окончила с отличием КГПУ им. Астафьева.
- Победитель Командного Чемпионата Европы (2013 г. Гейсхед. 3000 м с/п- 9,30)
- бронзовый призёр международного экидена (2013, Япония)
- трёхкратная чемпионка России[1][2] (2013; 2014; 2015)
- двукратная победительница Командного Чемпионата России (2012; 2013)
- призёр зимних чемпионатов России (2012; 2013; 2014)
- победитель первенства России среди молодёжи (2011)
- победитель первенства России (2006)
- серебряный призёр международной матчевой встречи (2006, Киев)
- участница чемпионатов Европы 2013 (Гётеборг) и 2014 (Цюрих)
- участница чемпионатов мира (2013 (Москва), 2014 (Сопот) и 2015 (Пекин).

Тренера Евгений Куницын (первый тренер до 2010 года), а с 2010 — Алексей Комаров.